# مينا الثاني (بابا الإسكندرية)
مينا الثاني، بابا الإسكندرية وبطريرك الكرازة المرقسية للأقباط الأرثوذكس رقم 61، أصله من قرية صندلا التابعة لمركز كفر الشيخ.
تزوج رغماً عنه قبل رهبنته بدير الأنبا مقار بوادي النطرون، وكتم زواجه ودخل الدير، وكُشف السر بعد توليه البابوية.
أقام مينا الثاني بطريركاً مدة 17 سنة و11 شهراً وستة أيام، في الفترة من 9 يوليو 956 م حتى 13 نوفمبر 974 م، وتوفي. وخلا الكرسي بعده لمدة شهراً واحداً و20 يوماً. وتعيد له الكنيسة يوم نياحته 16 هاتور من كل عام حسب التقويم المصري. وقد عاصر البابا مينا الثاني انتهاء الدولة الإخشيدية وبداية الدولة الفاطمية في مصر.